# Линия Каммхубера
«Линия Каммхубера» — название линии ночной противовоздушной обороны Германии во время Второй мировой войны. Была организована генералом авиации Йозефом Каммхубером в 1940 году. Система состояла из наблюдательных зон под кодовым названием Himmelbett размером около 45 км в ширину и 30 км в глубину, оборудованных радиолокационными станциями Mammut, Wassermann, Jagdschloss, «Вюрцбург» и «Фрейя», а также прожекторами. По всей длине линии от Швейцарии до Норвегии были расположены зенитные батареи и аэродромы для ночных истребителей, снабжённых радарами FuG220 «Лихтенштейн». Благодаря развитию англичанами средств РЭБ, а также непродуманной политике германского командования в отношении системы ПВО, в итоге утратила эффективность.
Для борьбы с немецкими РЛС в авиации союзников использовали фольгу, а также глушение.
Лента фольги весит немного. Каждый самолет может иметь на борту такое ее количество, которое позволяет создать на экранах локаторов ложный массированный налет.
Один самолёт мог создать до 700 ложных целей. Простота этого метода способствовала его популярности: за годы войны на территорию Германии было сброшено около 20 тысяч тонн фольги. Для эффективного отражения применялись уголковые отражатели всевозможных размеров и форм. В годы войны с помощью таких отражателей «для отвода глаз» бортовых станций бомбометания создавались целые «лжегорода».
Когда войска союзников занимали немецкие города в 1945 году, многие были удивлены: повсюду на дорогах, крышах домов и в кронах деревьев висели, словно рождественская мишура, ленточки алюминиевой фольги. Между тем, это был один из эффективных секретных приёмов радиоэлектронной борьбы, теоретический анализ метода был выполнен американским астрономом Фредом Лоуренсом.
Применялись специальные сети из таких отражателей. Сеть отражала большую часть энергии, и станции орудийной наводки автоматически направляли орудия на эту ложную цель. Один самолет «ловил в сети» снаряды противника, очищая путь всем остальным.
Эффективность батарей люфтваффе могла быть существенно выше при использовании неконтактных взрывателей, но они не применялись.